# Amphitrite (yacht)
Pour les articles homonymes, voir Amphitrite (homonymie).
L'Amphitrite (ex Vajoliroja et ex Anatolia) est un yacht de luxe de 2001, de style néo-classique de 47 m de long. Propriété de l'acteur américain Johnny Depp de 2006 à 2016, qui le revendra à la romancière J.K. Rowling, il est baptisé Amphitrite du nom de l'épouse du dieu de la mer de la mythologie grecque Poséidon.

## Histoire

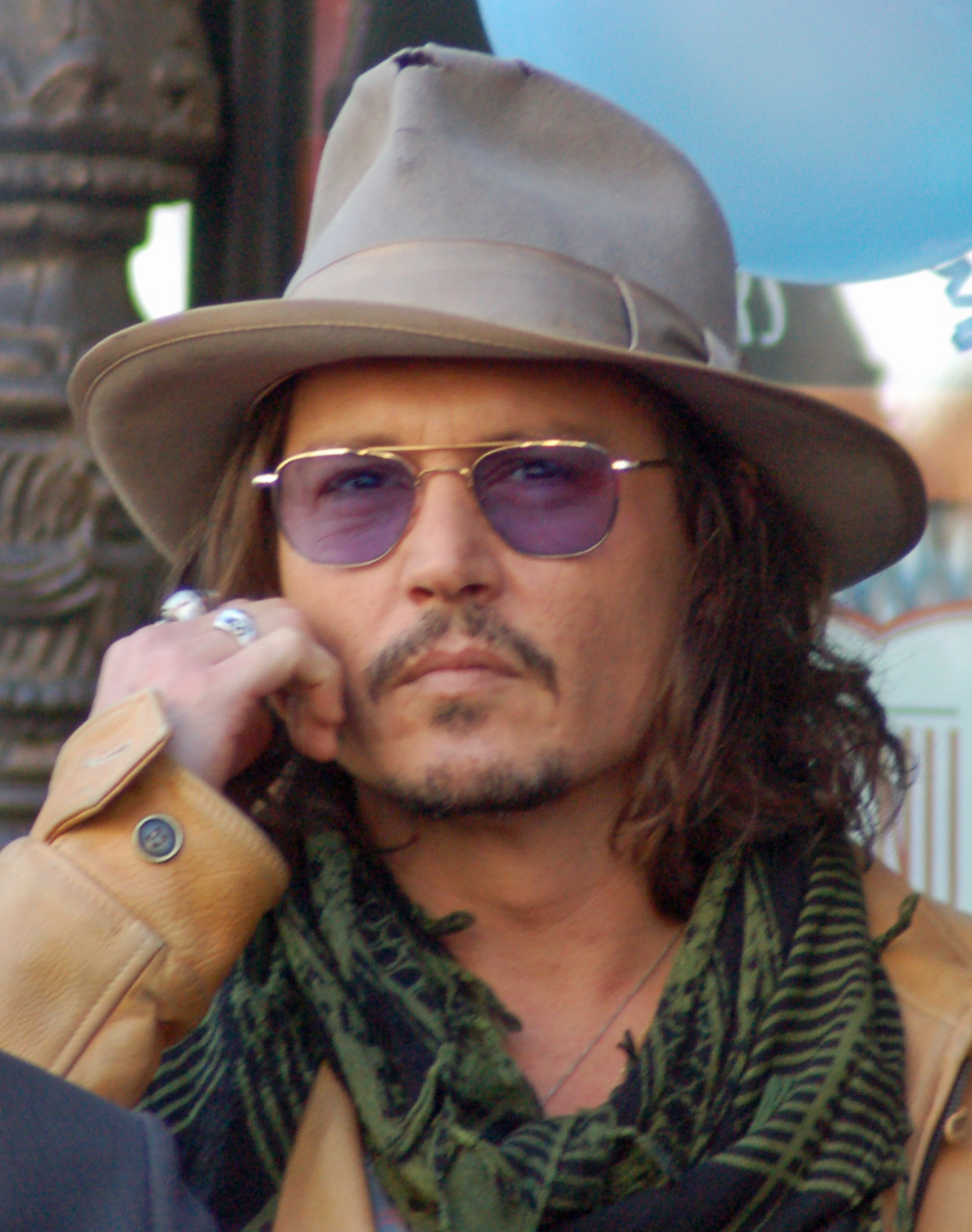
L'acteur Johnny Depp en 2011

En 2006 Johnny Depp et sa compagne d'alors, Vanessa Paradis achètent ce yacht de style néo-classique de 2001 baptisé Anatolia. Le yacht possède 2 ponts, 5 cabines pour 11 passagers, et 9 membres d'équipage.
Ils le rebaptisent Vajoliroja, en rapport avec les deux premières lettres de leurs prénoms et de ceux de leurs deux enfants Lily-Rose et Jack. 
En 2008 ils le font luxueusement réaménager avec un mélange de style art déco et Orient-Express, avec boiserie en acajou vernis de style bateau runabout. Le nouveau décor et ameublement est inspiré des périodes Belle Époque, Roaring Twenties, époque édouardienne, années folles, vintage des années 1920 et années 1930 et du décorateur français Jacques-Émile Ruhlmann (1879-1933).
En février 2015, à la suite de sa séparation avec Vanessa Paradis en 2012 et de son mariage avec l'actrice américaine Amber Heard, Johnny Depp rebaptise le yacht Amphitrite du nom de la déesse de la mer de la mythologie grecque. 
Estimé à 33 millions de dollars, le yacht est loué environ 100 000 € la semaine avec l'équipage. Il navigue en hiver dans les Caraïbes aux Bahamas, où l'acteur a acheté en 2004 la caye Little Hall's Pond, et l'été en mer Méditerranée, le long de la Côte d'Azur en France et en Italie.
Il est vendu en 2016 à la romancière J. K. Rowling.